# Walter Bodmer (Historiker)
Walter Bodmer (* 11. November 1896 in Ottenbach; † 10. September 1989 in Zürich) war ein Schweizer Industrieller und Wirtschaftshistoriker.

## Leben
Walter Bodmer wuchs als Sohn des gleichnamigen Mitinhabers der Seidenweberei Bodmer & Hürlimann in Ottenbach auf, wo er seine Kindheit bis 1907 verbrachte. Er besuchte das Realgymnasium in Zürich und studierte ab 1915 Chemie, Physik und Geologie an den Universitäten Zürich, Bern und Genf. Nach seiner Promotion in Bern 1922 leitete er eine Textilfärberei in Como und den Familienbetrieb in Fossano. 1942 kehrte er in die Schweiz zurück, wo er zunächst in der Sektion Heer und Haus der Schweizer Armee mitarbeitete. 1944–1953 war er Sekretär des Schweizerischen Tropeninstituts in Basel.
Neben seiner beruflichen Tätigkeit betrieb Bodmer bereits in Italien Forschungen zur schweizerischen Migrations- und Wirtschaftsgeschichte und wurde zu einem Pionier auf diesem Gebiet. 1960 erschien sein Hauptwerk Schweizerische Industriegeschichte. Daneben befasste er sich in seinen Veröffentlichungen immer wieder mit wirtschaftsethischen Fragen. 1962 verlieh ihm die Universität Bern die Ehrendoktorwürde.

## Publikationen
- Der Einfluss der Refugianteneinwanderung von 1550–1700 auf die schweizerische Wirtschaft. Ein Beitrag zur Geschichte des Frühkapitalismus und der Textilindustrie. Zeitschrift für Schweizerische Geschichte, Beiheft 3. Verlag Leemann, Zürich 1946
- Schweizer Tropenkaufleute und Plantagenbesitzer in Niederländisch-Westindien im 18. und zu Beginn des 19. Jahrhunderts.  Verlag für Recht und Gesellschaft, Basel 1946
- Das glarnerische Wirtschaftswunder. Nachwort der Glarner Handelskammer. Abriss einer Glarner Wirtschaftsstatistik. O. Bartel-Hefti, Glarus 1952
- Schweizerische Industriegeschichte. Die Entwicklung der schweizerischen Textilwirtschaft im Rahmen der übrigen Industrien und Wirtschaftszweige. Verlag Berichthaus, Zürich 1960
- Die Zurzacher Messen von 1530 bis 1896, Argovia 74, 1962
- Wandel der Bedürfnisstruktur. Das Prestigebedürfnis als Produktions- und Konsumleitnorm für die moderne Wirtschaft. Studienkreis Kirche/Wirtschaft NRW, Düsseldorf 1973
- Die Wirtschaftspolitik Berns und Freiburgs im 17. und 18. Jahrhundert. Historischer Verein, Bern 1973
- Die Grenzen der Wirtschaft. Wirtschaftsförderung, Zürich 1974
- Probleme der heutigen Hochschulstruktur. Wirtschaftsförderung, Zürich 1978
- Strebungen des wirtschaftenden Menschen. Psychische Ausgangsdaten einer bewährungsfähigen Ordnungspolitik. Wirtschaftsförderung, Gesellschaft zur Förderung der Schweizer Wirtschaft, Zürich 1980
- Die biopsychischen Grundlagen des Eigentums an Boden und Wohnung. Wirtschaftsförderung, Zürich 1981
- Überlegungen zur Anwendung der Mikroelektronik. Ergebnisse der Beratungen eines Gesprächskreises der SFZ. Wirtschaftsförderung, Zürich 1982
- Zur Psychologie des Wirtschaftsstraftäters. Wirtschaftsförderung, Zürich 1983
- Automatisierung in der Industrie. Wirtschaftsförderung, Zürich 1984
- Gesellschaftliche Zielsetzung. Wirtschaftsförderung,  Zürich 1985
- Ansätze einer rationalen Wirtschaftsethik. Wirtschaftsförderung Zürich 1989

## Dokumente
- Dokumentensammlung Walter Bodmer (1896–1989) Dr. chem. + Dr. phil. + Dr. h.c., Wirtschaftshistoriker von Zürich, Sekretär und Dozent am Basler Tropeninstitut, 1952